# 杨连慧
杨连慧（1985年3月28日—），出生于辽宁大连，中国职业拳击运动员。职业生涯战绩19胜2败，14次KO对手。曾获得韩国KBC轻量级金腰带、WBO亚太区轻量级洲际金腰带、IBF泛太平洋超轻量级洲际金腰带。

## 生涯
杨连慧出生于1985年，2002年才进入拳击行业，起步较晚。杨连慧在2003年和2004年两次两次参加全国业余拳击锦标赛都未能进入16强。
2007年，杨连慧在师兄张宝健介绍前往韩国打职业拳击。2012年5月，杨连慧在韩国KBC轻量级拳王争霸战中，只用3个回合就击倒韩国拳手万宗王（Jon Won Won），成为第一个拿到韩国拳击协会职业冠军的中国人。
2012年6月28日，杨连慧在澳门的比赛中TKO战胜印尼拳手艾利雷（Elly Ray）,获得WBO中国区(洲际)的冠军。
2014年8月26日，杨连慧在拳台上KO了泰国拳手素甲社姆·革永育特（Sukkasem Kietyongyuth），获得WBO亚太区洲际金腰带。
2014年12月16日，从135磅升级到140磅的中国拳手杨连慧5回合TKO来自泰国的法赛·沙里林(Fahsai Sakkrerrin)，夺得IBF泛太平洋超轻量级洲际金腰带。
2015年7月18日，在IBF超轻量级世界拳王金腰带战中,杨连慧12回合点数不敌阿根廷拳手塞萨尔·昆卡（Cesar Cuenca）,无缘金腰带。
2016年7月24日，杨连慧与前IBF泛太平洋洲际金腰带得主莱尼·扎帕维尼亚（Leonardo Zappavigna）的10回合赛在拉斯维加斯举行，杨连慧在第六回合被判技术性击倒。本场比赛原定是一场12回合的IBF世界金腰带超轻量级强制挑战权赛，但在赛前一周前因杨连慧体重过重而被取消了挑战资格，与莱尼的比赛下调为非头衔赛事。

### 职业赛战绩
| 19 胜 (14 击倒)， 2 负， 0 平 |      |                        |      |        |            |                            |                                     |
| 赛果                          | 战绩 | 对手                   | 方式 | 回合数 | 时间       | 地点                       | 备注                                |
| 负                            | 19-2 | 莱尼·扎帕维尼亚        | TKO  | 6(10)  | 2016-07-24 | 美国拉斯维加斯             |                                     |
| 负                            | 19-1 | 塞萨尔·昆卡            | UD   | 12     | 2015-07-18 | 澳门威尼斯人酒店金光综艺馆 | IBF超轻量级世界拳王金腰带战         |
| 胜                            | 19-0 | Patomsuk Pathompothong | TKO  | 6(12)  | 2015-03-07 | 澳门威尼斯人酒店金光综艺馆 | IBF泛太平洋超轻量级洲际金腰带卫冕战 |
| 胜                            | 18-0 | Fahsai Sakkreerin      | RDT  | 5(10)  | 2014-12-16 | 上海梅赛德斯-奔驰文化中心  | IBF泛太平洋超轻量级洲际金腰带战     |
| 胜                            | 17-0 | Sukkasem Kietyongyuth  | TKO  | 8(10)  | 2014-08-26 | 上海梅赛德斯-奔驰文化中心  | WBO亚太区洲际超轻量级金腰带战       |
| 胜                            | 16-0 | Sayan Sirimongkhon     | TKO  | 3(8)   | 2014-07-19 | 澳门威尼斯人酒店金光综艺馆 |                                     |
| 胜                            | 15-0 | Geisler AP             | TKO  | 1(8)   | 2014-05-31 | 澳门威尼斯人酒店金光综艺馆 |                                     |
| 胜                            | 14-0 | Hero Tito              | MD   | 6(6)   | 2013-11-24 | 澳门威尼斯人酒店金光综艺馆 |                                     |

## 家庭
2015年杨连慧与孙欣颖在大连完婚。